# 黑暗浪漫主义

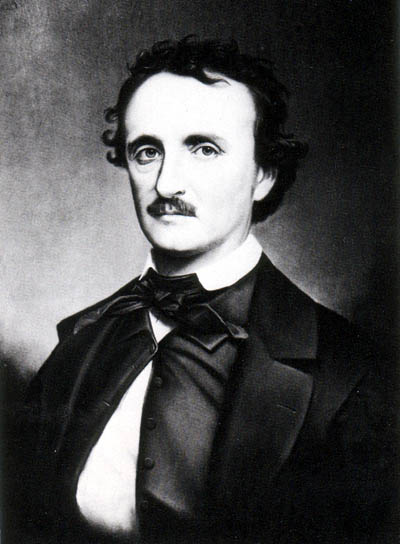
爱伦·坡是黑暗浪漫主义最重要的作家之一

黑暗浪漫主义（英語：Dark romanticism）又称美国浪漫主义，是一种19世纪的文学流派，以爱伦·坡、纳撒尼尔·霍桑及赫尔曼·梅尔维尔等一批新英格兰地区的作家为中心。
与完美主义的超验主义信念相反，黑暗浪漫主义强调人性的不可靠，人类对原罪和自我毁灭的倾向，以及社会改革的本质性困难。

## 特点
评论家汤普森（G. R. Thompson）指出，与爱默生等人的乐观主义相反，「黑暗浪漫主义运用撒旦、魔鬼、鬼魂、狼人、吸血鬼、食尸鬼的形象，将邪恶拟人化。」黑暗浪漫主义文学家认为，这些正是对人性更鲜明的说明。
例如，爱伦·坡的作品便往往贯穿生和死的主题，特别是被活埋的经历或走出坟墓又变为吸血鬼的情节。在《厄舍府的沒落》中，爱伦·坡讲述了主人公朋友罗德里克将其妹妹的棺材放置在地窖中，却在随后从棺材中走出的故事。名诗《乌鸦》讲述一只会说话的乌鸦夜访为情所伤的叙述者的奇特经历，失去爱情的叙述者渐渐陷入疯狂。诗中只会说「永不再会」的乌鸦象征死亡、鬼魂、噩梦、魔鬼、黑暗与孤寂，它的统治势力逐渐扩张，直至笼罩了所有其它象征。乌鸦传递的正是死神的信息，告诉男子失去的恋人将不会复归。

汤普森如是总结这一流派的特点：
堕落者无法理解关于他人的回忆、似乎从未存在的超现实领域、无法解释的形而上学现象、变态或邪恶的伦理抉择、无名的愧疚以及对外部世界真实性的怀疑——这些都是黑暗浪漫主义对人的理解和观察，而这些都与主流浪漫主义思想恰好相反。

## 文学运动
虽然黑暗浪漫主义主要与新英格兰地区作家联系在一起，黑暗浪漫主义的元素仍长期渗透到广泛的国际浪漫主义运动中，影响力扩展至文学和艺术两者。
英国作家，如拜伦勋爵、約翰·威廉·波里道利、柯勒律治、玛丽·雪莱，都与哥特风格的小说有所关系，并且时而被称作黑暗浪漫主义者。他们的小说和诗歌往往描绘流放者和饱受折磨的角色，他们无法确定人性究竟会使角色得救还是毁灭，也由此表达对人性的怀疑。
黑暗浪漫主义在德国尤其重要，它们有着E·T·A·霍夫曼、路德維希·蒂克等作家。当然，他们更着重描绘存在主义意义上的异化、性的狂暴、以及诡秘怪诞的事物。此外，在德国黑暗浪漫主义同时也被畢德麥雅风潮所抵消。

## 影响
十九世纪末，在亨利·詹姆斯和伊迪丝·华顿的作品中，新英格兰派的黑暗浪漫主义发展出了一种更接近自然主义的倾向，在这些作品中，鬼魂成为了心理事件的象征。
二十世纪的存在主义小说也与黑暗浪漫主义联系在一起，同时在罗伯特·霍华德的劍與魔法类奇幻小说中，我们也能看到与黑暗浪漫主义的联系。

## 批评
文学评论家诺思洛普·弗莱曾指出黑暗浪漫主义中黑暗神话叙事的危险性：「它告诉我们迷信所有的坏处，却没告诉我们宗教的好处。」

## 延伸阅读
- Galens, David, ed. (2002) Literary Movements for Students Vol. 1.
- Harry Levin, The Power of Blackness (1958)
- Mario Praz The Romantic Agony (1933)
- Mullane, Janet and Robert T. Wilson, eds. (1989) Nineteenth Century Literature Criticism Vols. 1, 16, 24.